# Monne
Die Monne ist ein Fluss in Frankreich, der im Département Puy-de-Dôme in der Region Auvergne-Rhône-Alpes verläuft. Sie entspringt im Regionalen Naturpark Volcans d’Auvergne an der Südflanke des Berggipfels Puy de Baladou (1455 m) im Gemeindegebiet von Saulzet-le-Froid, entwässert generell in östlicher Richtung und mündet nach rund 28 Kilometern an der Gemeindegrenze von Tallende und Veyre-Monton als rechter Nebenfluss in die Veyre.

## Orte am Fluss
(Reihenfolge in Fließrichtung)
- Monne, Gemeinde Le Vernet-Sainte-Marguerite
- Saint-Saturnin
- Saint-Amant-Tallende
- Tallende